# Isolde Kostner
Isolde Kostner-Perathoner, italijanska alpska smučarka, * 20. marec 1975, Bolzano, Italija.
V treh nastopih na olimpijskih igrah osvojila srebrno medaljo v smuku leta 2002 ter bronasti medalji v superveleslalomu in smuku leta 1994. Na svetovnih prvenstvih je osvojila zaporedna naslova svetovne prvakinje v superveleslalom v letih 1996 in 1997 ter srebrno medaljo leta 2005. V svetovnem pokalu je tekmovala dvanajst sezon med letoma 1993 in 1986. Osvojila je petnajst zmag, dvanajst v smuku in tri v superveleslalomu, ter še 36 uvrstitev na stopničke. V skupnem seštevku svetovnega pokala je bila najvišje na četrtem mestu v letih 1996 in 2000. Dvakrat je osvojila smukaški mali kristalni globus, v letih 2001 in 2002, leta 1998 je bila tretja v superveleslalomskem seštevku. 
Njen mož je nekdanji alpski smučar Werner Perathoner, sestrična umetnostna drsalka Carolina Kostner, stric pa hokejist Erwin Kostner. 